# Rakish Bingham
Rakish Phillip Bingham (* 25. Oktober 1993 in Newham, London) ist ein englischer Fußballspieler.

## Karriere
Rakish Bingham begann seine Profikarriere bei Wigan Athletic, nachdem er dort im Jahr 2012 seinen ersten professionellen Vertrag unterschrieben hatte. Sein Profidebüt gab er allerdings während einer Leihe nach Schottland von Juli 2013 bis Januar 2014, als er beim Zweitligisten FC Falkirk elf Spiele absolvierte. Im August 2014 wechselte der Stürmer zu Mansfield Town in die vierte englische Liga. In der ersten Hälfte der Saison 2014/15 spielte er dabei 28 Mal und erzielte sechs Tore. Im Januar 2015 wurde er vom Ligakonkurrenten Hartlepool United ausgeliehen, für den er in fünf Spielen einmal traf. Am Ende der Spielzeit verpflichtete ihn der Verein aus Hartlepool. Ein weiteres Jahr später wechselte Bingham zum schottischen Erstligisten Hamilton Academical.